# Ichthyocladius kronichticola
Ichthyocladius kronichticola är en tvåvingeart som beskrevs av Mendes, Andersen och Ole Anton Saether 2004. Ichthyocladius kronichticola ingår i släktet Ichthyocladius och familjen fjädermyggor. Inga underarter finns listade i Catalogue of Life.